# Іващенко Наталія Леонідівна
Ната́лія Леоні́дівна Іва́щенко (Біла) (нар. 7 квітня 1972, смт. Окни, Одеська область — пом. 24 лютого 2022, Київська область) — головний корабельний старшина, військова медсестра Збройних сил України.
Президентом України нагороджена орденом «За мужність» III ступеня (посмертно).

## Біографія
Народилася 7 квітня 1972 року в селищі Окни на Одещині. В дитинстві переїхала до селища Пулини на Житомирщині. Працювала медичною сестрою в одній з військових частин. Готувалася до виходу на пенсію.
24 лютого 2022 року, коли Росія розпочала повномасштабне вторгнення в Україну, почувши сигнал тривоги, медсестра разом зі своїми колегами-військовослужбовцями сховалися в укриття. Ворожа ракета, яка влучила в будівлю, вибухнула. У підвалі того приміщення перебувала і Наталія Іващенко.
Похована 4 квітня 2022 року в Київській області. 
Незадовго до 4 квітня Наталії Іващенко мало виповнитися 50 років. У неї залишилися чоловік і діти.

## Нагороди
- орден «За мужність» III ступеня (2022, посмертно) — за особисту мужність і самовіддані дії, виявлені у захисті державного суверенітету та територіальної цілісності України, вірність військовій присязі.